# Acrapex aenigma
Acrapex aenigma är en fjärilsart som beskrevs av Felder 1874. Acrapex aenigma ingår i släktet Acrapex och familjen nattflyn. Inga underarter finns listade i Catalogue of Life.